# Gare de Verviers-Central
La gare de Verviers-Central est une gare ferroviaire belge de la ligne 37, de Liège-Guillemins à Hergenrath (frontière), située à proximité du centre-ville de Verviers, en Région wallonne, dans la province de Liège.
C'est une gare de la Société nationale des chemins de fer belges (SNCB) desservie par des trains InterCity (IC), Suburbains (S), Omnibus (L) et d'Heure de pointe (P).

## Situation ferroviaire
Établie à 177 m d'altitude, la gare de Verviers-Central est située au point kilométrique (PK) 24,552 de la ligne 37, de Liège-Guillemins à Hergenrath (frontière), entre les gares ouvertes de Pepinster et de Verviers-Palais.
Les voies passent sous la gare dans un tunnel de 388 mètres de long, appelé tunnel de la Chic-Chac (nl),.

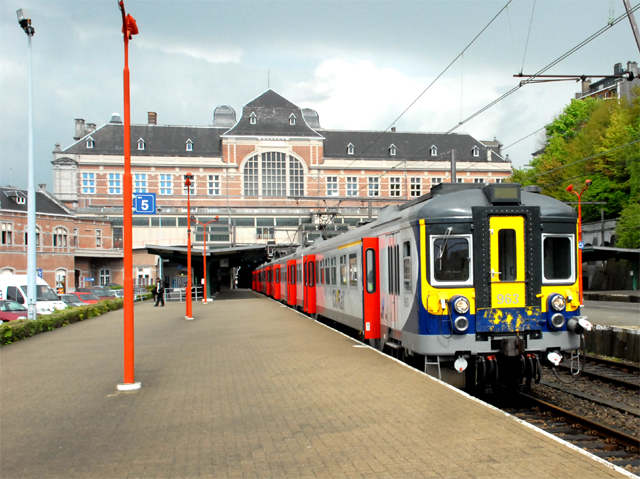
Quais et desserte de la gare.

## Histoire

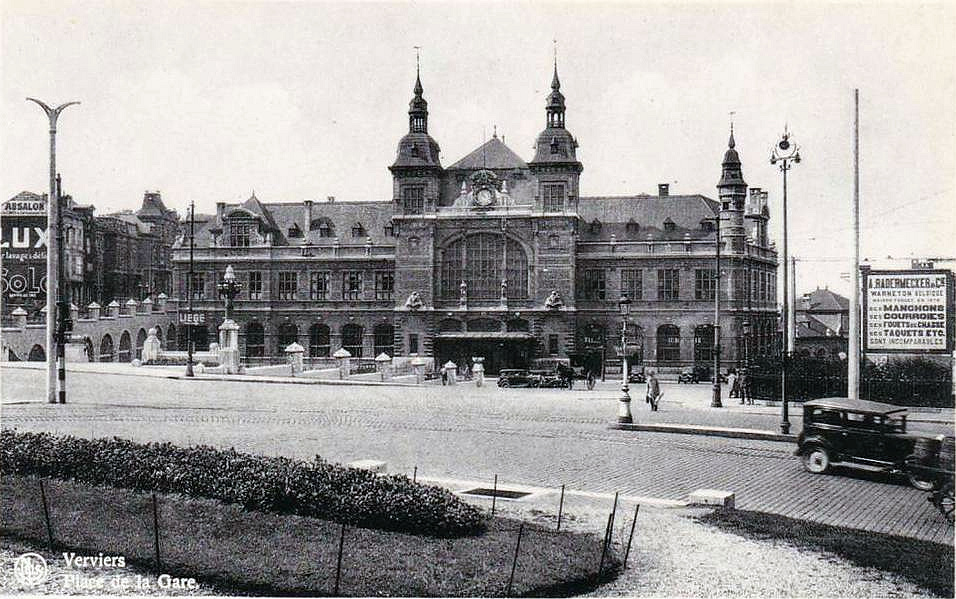
La gare dans les années 1930, avec les clochetons.

Le chemin de fer fit son apparition à Verviers le 17 juillet 1843. La première gare de Verviers (Verviers-Ouest) était une gare en impasse qui nécessitait un rebroussement pour tous les trains qui continuaient au-delà de Verviers (vers Liège ou la frontière allemande). Elle comportait également de nombreuses installations de déchargement et un nouvel entrepôt des douanes y fut construit en 1891. La gare des voyageurs était un petit bâtiment à pans de bois hourdés de brique.
Dès la fin du XIXe siècle, plusieurs acteurs du transport des marchandises réclamaient de mettre fin au rebroussement obligatoire en gare de Verviers en reliant Ensival à Verviers-Palais, ce qui nécessitait de construire d'importants terrassements et une nouvelle gare sur la voie directe. Le projet de gare date de 1902. En 1917, l’occupant allemand réalise le second tunnel de la Chic-chac qui permet un raccordement direct.
En 1920, une gare provisoire est construite sur le nouveau raccordement, elle était surnommée Verviers-Matadi car les grands bâtiments provisoires en bois ressemblaient aux bâtiments coloniaux construits au Congo. Elle sera démontée en 1930.
La gare définitive est construite à partir de 1925 sur des plans de l'architecte verviétois Emile Burguet. Elle est mise en service le 1er février 1930. Le monumental bâtiment voyageurs est édifié en surplomb des voies il comporte une façade de pierre côté rue et une façade en brique côté voies.
Ses quais, qui commencent à l’aplomb de la gare, continuent jusqu'au site de l'ancienne gare provisoire.
À l'origine, la partie située devant la gare était entièrement ouverte. En 1937-1938, elle est recouverte en laissant une cheminée en son centre, pour permettre à la fumée des locomotives à vapeur de s'échapper. Avec l'électrification de la ligne Bruxelles-Cologne en 1966, les tunnels sont rehaussés de 60 centimètres, et les travaux durent 5 ans. L'adoption des locomotives électriques et des locomotives Diesel rend la cheminée inutile, elles est donc obturée afin de faciliter les manœuvres des autobus.
Les clochetons sont retirés pour vétusté en 1976-1977 durant les travaux de rénovation de la toiture,.
De 2013 à 2014, la dalle de 2 000 m2 située à l'avant de la gare est retirée et une partie du tunnel de la Chic-Chac rehaussé pour permettre le passage de trains à double étage,. Une nouvelle dalle placée 50 centimètres plus haut remplace l'ancienne à partir de fin 2016,.

## Service des voyageurs

### Accueil
Gare SNCB, elle dispose d'un bâtiment voyageurs, avec guichets, ouvert tous les jours. Des aménagements, équipements et services sont proposés pour les personnes à mobilité réduite.

### Dessertes
Verviers-Central est desservie par des trains InterCity (IC), Suburbains (S), Omnibus (L) et d’Heure de pointe (P) de la SNCB circulant sur les lignes commerciales 37 et 44.
En semaine, Verviers-Central possède cinq dessertes cadencées chaque heure :
- des trains IC-01 entre Ostende et Eupen ;
- des trains IC-12 entre Courtrai et Welkenraedt ;
- des trains S41 entre Liège-Saint-Lambert et Aix-la-Chapelle ;
- des trains S41 entre Hasselt et Verviers-Central ;
- des trains L entre Spa-Géronstère et Verviers-Central, dont deux aller-retour continuent vers Welkenraedt.

Le matin s’ajoute un unique train P entre Spa-Geronstère et Verviers-Central.
Les week-ends et jours fériés, seuls circulent les trains IC-01 entre Ostende et Eupen, les trains S41 entre Liège et Aix-la-Chapelle et les trains L entre Spa-Géronstère et Verviers, au rhytme d'un par heure.

### Intermodalité
Un parc pour les vélos et des parkings pour les véhicules y sont aménagés. Elle est desservie par des bus de l'Opérateur de transport de Wallonie (TEC) : lignes 69, 138, 288, 294, 295, 388, 390, 393, 395, 703, 706, 707, 717, 724, 725, 727 et 738.

## Comptage voyageurs
Ce graphique et tableau montre le nombre de voyageurs embarquant en moyenne durant la semaine, le samedi et le dimanche.
| Nombre de passagers qui embarquent à la gare de Verviers-Central | Nombre de passagers qui embarquent à la gare de Verviers-Central | Nombre de passagers qui embarquent à la gare de Verviers-Central | Nombre de passagers qui embarquent à la gare de Verviers-Central |
|                                                                  | Semaine                                                          | Samedi                                                           | Dimanche                                                         |
| ---------------------------------------------------------------- | ---------------------------------------------------------------- | ---------------------------------------------------------------- | ---------------------------------------------------------------- |
| 1977                                                             | 3 408                                                            | 1 420                                                            | 1 720                                                            |
| 1978                                                             | 3 627                                                            | 1 488                                                            | 1 482                                                            |
| 1979                                                             | 3 687                                                            | 1 693                                                            | 1 684                                                            |
| 1980                                                             | 3 395                                                            | 1 637                                                            | 1 686                                                            |
| 1981                                                             | 3 304                                                            | 1 800                                                            | 2 209                                                            |
| 1982                                                             | 3 883                                                            | 1 687                                                            | 1 804                                                            |
| 1983                                                             | 3 462                                                            | 1 419                                                            | 1 505                                                            |
| 1984                                                             | 4 334                                                            | 2 114                                                            | 2 208                                                            |
| 1985                                                             | 4 447                                                            | 1 915                                                            | 2 378                                                            |
| 1986                                                             | 4 138                                                            | 1 934                                                            | 2 069                                                            |
| 1987                                                             | 4 584                                                            | 1 718                                                            | 2 149                                                            |
| 1988                                                             | 4 595                                                            | 2 153                                                            | 2 699                                                            |
| 1989                                                             | 4 035                                                            | 1 926                                                            | 2 113                                                            |
| 1990                                                             | 3 423                                                            | 2 065                                                            | 2 410                                                            |
| 1991                                                             | 4 530                                                            | 2 214                                                            | 2 739                                                            |
| 1992                                                             | 4 552                                                            | 2 564                                                            | 2 671                                                            |
| 1993                                                             | 3 709                                                            | 2 029                                                            | 2 424                                                            |
| 1994                                                             | 4 684                                                            | 2 498                                                            | 2 367                                                            |
| 1995                                                             | 3 723                                                            | 2 510                                                            | 2 607                                                            |
| 1996                                                             | 4 340                                                            | 2 771                                                            | -                                                                |
| 1997                                                             | 4 292                                                            | 2 848                                                            | -                                                                |
| 1998                                                             | 4 301                                                            | 2 171                                                            | 2 354                                                            |
| 1999                                                             | 4 176                                                            | 2 083                                                            | 1 936                                                            |
| 2000                                                             | 3 668                                                            | 2 059                                                            | 1 994                                                            |
| 2001                                                             | 4 080                                                            | 2 048                                                            | 2 176                                                            |
| 2002                                                             | 4 038                                                            | 2 227                                                            | 2 501                                                            |
| 2003                                                             | 3 780                                                            | 3 171                                                            | 3 235                                                            |
| 2004                                                             | 389                                                              | 2 388                                                            | 2 366                                                            |
| 2005                                                             | 3 829                                                            | 3 034                                                            | 2 786                                                            |
| 2006                                                             | 4 158                                                            | 2 556                                                            | 2 460                                                            |
| 2007                                                             | 4 961                                                            | 2 391                                                            | 2 454                                                            |
| 2008                                                             | -                                                                | -                                                                | -                                                                |
| 2009                                                             | 3 858                                                            | 1 900                                                            | 2 359                                                            |
| 2010                                                             | -                                                                | -                                                                | -                                                                |
| 2011                                                             | -                                                                | -                                                                | -                                                                |
| 2012                                                             | 4 117                                                            | 2 714                                                            | 3 116                                                            |
| 2013                                                             | 4 109                                                            | 1 953                                                            | 1 875                                                            |
| 2014                                                             | 3 972                                                            | 2 489                                                            | 2 496                                                            |
| 2015                                                             | 4 127                                                            | 2 117                                                            | 2 264                                                            |
| 2016                                                             | 4 490                                                            | 2 159                                                            | 2 195                                                            |
| 2017                                                             | 4 225                                                            | 2 348                                                            | 2 130                                                            |
| 2018                                                             | 3 769                                                            | 2 528                                                            | 2 594                                                            |
| 2019                                                             | 4 202                                                            | 2 640                                                            | 2 642                                                            |
| 2020                                                             | 3 623                                                            | 2 096                                                            | 1 990                                                            |
| 2021                                                             | -                                                                | -                                                                | -                                                                |
| 2022                                                             | 4 652                                                            | 2 054                                                            | 1 720                                                            |
| 2023                                                             | 4 795                                                            | 3 226                                                            | 3 095                                                            |
| 2024                                                             | 4 803                                                            | 2 134                                                            | 1 865                                                            |

## Galerie de photos

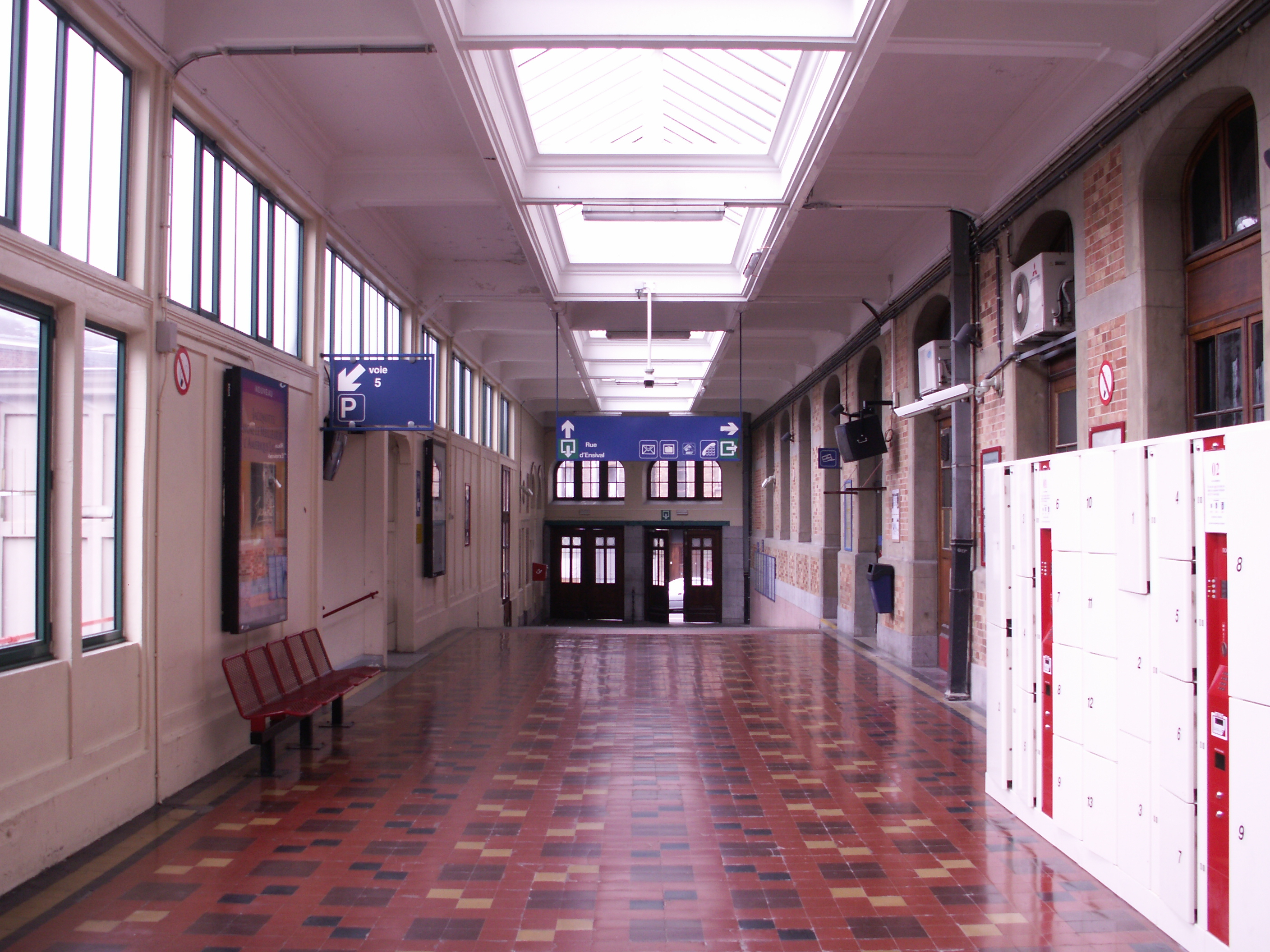
Hall.
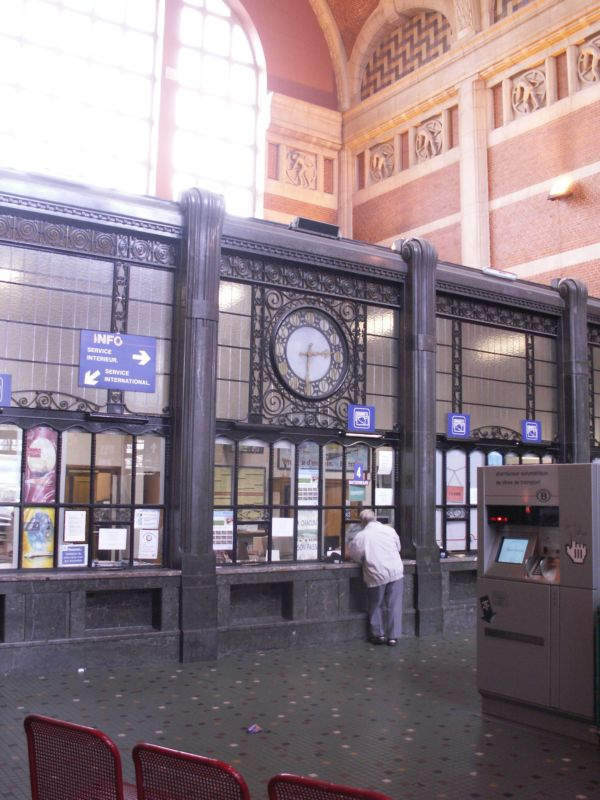
Anciens guichets.
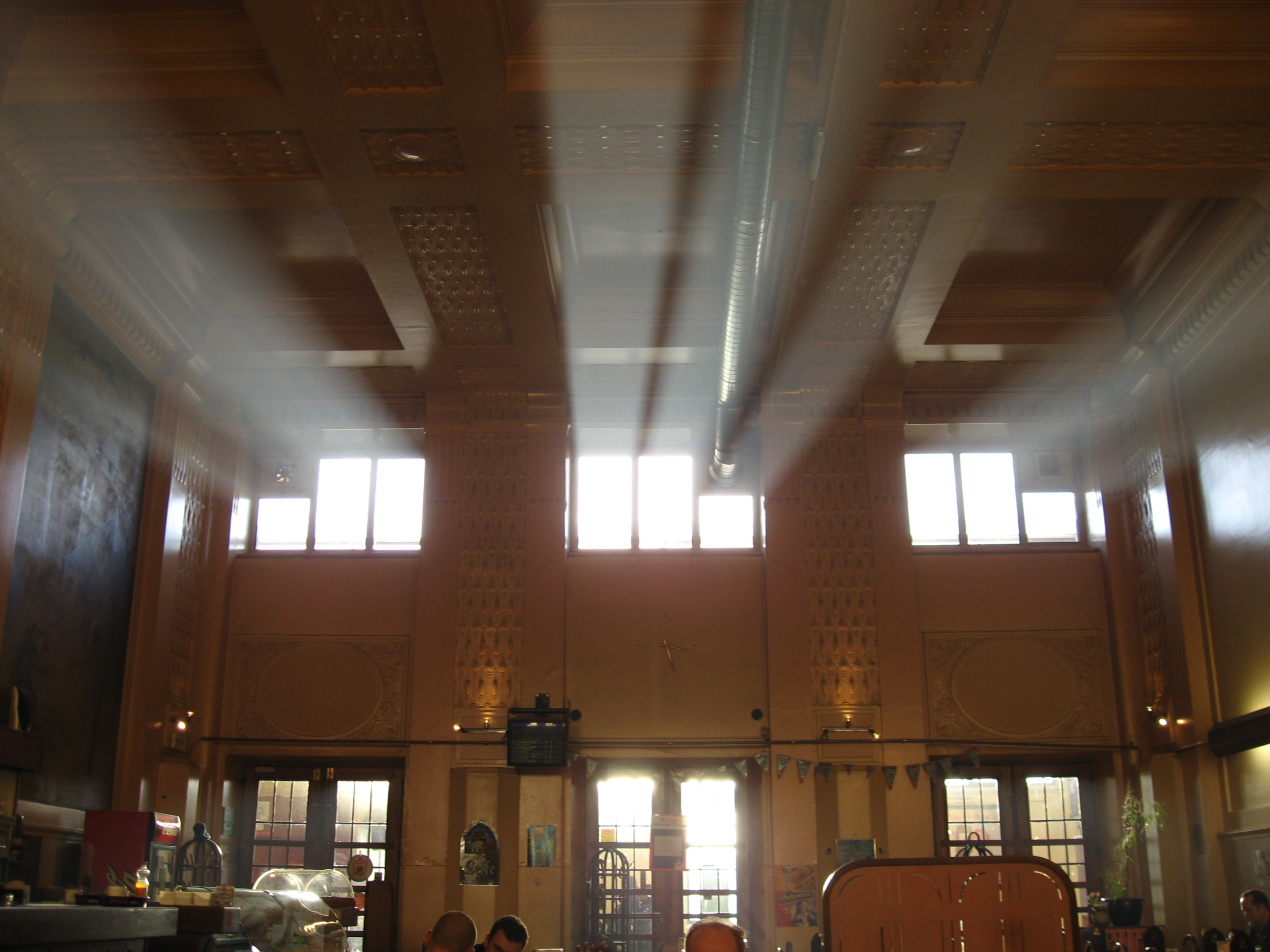
Buffet.
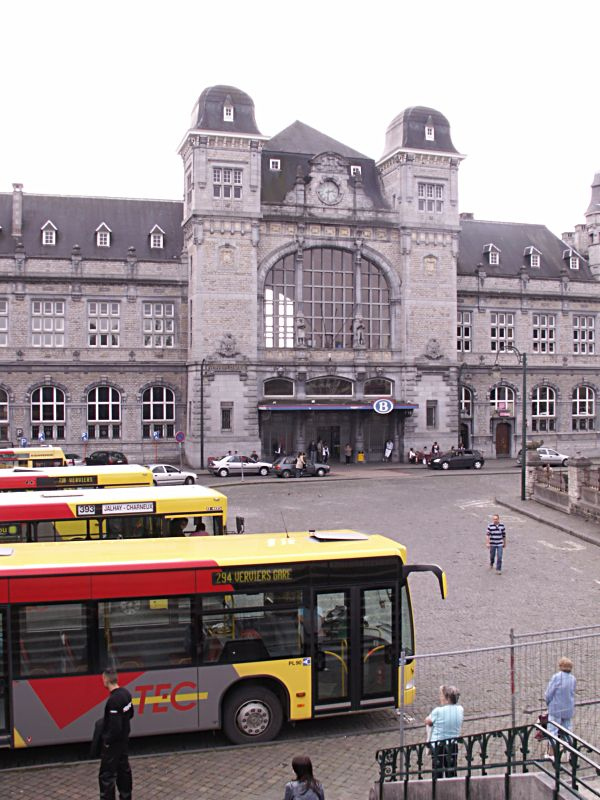
Place et arrêt bus.